# Čoma
Čoma, ukrajinsky Чома, maďarsky Tiszacsoma nebo také jen Csoma, je obec na Ukrajině,v Zakarpatské oblasti, v okrese Berehovo, v městské komunitě Berehovo. V roce 2001 zde žilo 916 obyvatel, z toho 87,99 % obyvatel bylo maďarské národnosti.

## Historie
Do uzavření Trianonské smlouvy byla obec součástí Uherska, poté byla součástí první československé republiky. V roce 1921 zde žilo 599 obyvatel, z toho 7 Čechoslováků, 19 Rusínů, 537 Maďarů a 4 Židé. V letech 1938 až 1944 byla obec (v důsledku první vídeňské arbitráže) součástí Maďarského království. Od roku 1945 byla obec součástí Ukrajinské sovětské socialistické republiky, která byla součástí SSSR. Od roku 1991 je obec součástí nezávislé Ukrajiny.